# Junipher Greene
Junipher Greene war eine norwegische Progressive-Rock-Band, gegründet 1966, die 1971 die LP Friendship veröffentlichte. Zwei Jahre später folgte Communication. Nach einer Kompilationsplatte, die auch Unveröffentlichtes enthielt, kam 1982 Forbudte formiddagstone auf den Markt.
Mitglieder der Band waren Geir Bøhren, Øyvind Vilbo, Bent Åserud und Bjørn Sønstevold.